# 比爾丘雷什蒂鄉
44°44′N 25°48′E / 44.733°N 25.800°E
比爾丘雷什蒂鄉（羅馬尼亞語：Comuna Bilciurești, Dâmbovița），是羅馬尼亞的鄉份，位於該國南部，由登博維察縣負責管轄，處於布加勒斯特西北面40公里，每年平均降雨量1,001毫米，海拔高度145米，2007年人口1,678。